# بلاوة (قرية)

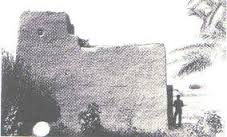
صورة من قرية بلاوة

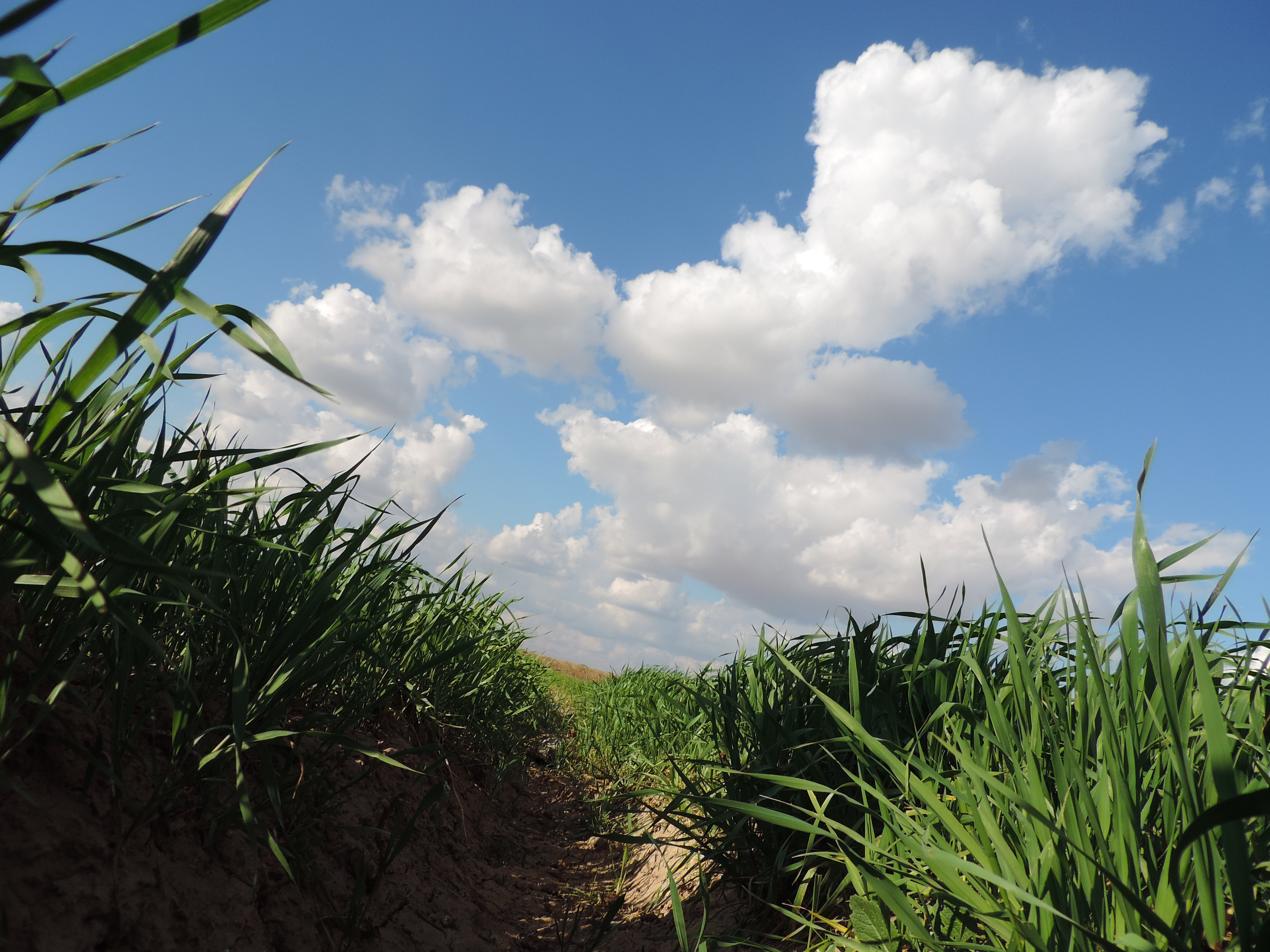
حقول زراعية في بلاوة

بلاوة قرية من قرى محافظة كركوك في دولة العراق، تابعة إلى ناحية يايجي، تقع في الجهة الغربية لمقاطة تسعين. قرية بلاوة قرية تاريخية قديمة قدم كركوك ترجع تاريخها إلى 3000 قبل الميلاد وأكثر عاش الكثير من الطوائف والقوميات في منطقة بلاوة وتناثرت وازدهرت الكثير من القرى في منطقة بلاوة آخرها كانت في عهد الدولة العثمانية والتي استمدت اسمها من سكانها من تركمان العراق، وحيث كانت تزرع الأراضي اعتماداً على الأمطار ووسائل ري بالآبار بطريقة الكهريز.